# Merremia yunnanensis
Merremia yunnanensis är en vindeväxtart som först beskrevs av Courchet och Gagnep., och fick sitt nu gällande namn av Rhui Cheng Fang. Merremia yunnanensis ingår i släktet Merremia och familjen vindeväxter.

## Underarter
Arten delas in i följande underarter:
- M. y. glabrescens
- M. y. pailescens